# Bateman-Prinzip
Als Bateman-Prinzip wird in der Fortpflanzungsbiologie die von A. J. Bateman 1948 aufgestellte Theorie bezeichnet, nach der Männchen um die Gunst der Weibchen konkurrieren und versuchen, so viele Weibchen zu befruchten wie möglich. Als Ursache hierfür sieht er vor allem, dass die Gameten des Männchens – die Spermien – im Vergleich zu den weiblichen Gameten kleiner und zahlreicher sind. Damit erklärt er seinen experimentell ermittelten Befund, dass die Varianz des Paarungs- und Fortpflanzungserfolgs bei Männchen größer als bei Weibchen ist, also die Bandbreite des Fortpflanzungserfolgs innerhalb der Männchen größer ist als bei Weibchen. Somit seien Männchen einem stärkeren Selektionsdruck ausgesetzt.
Bei dem Experiment, aus dem Bateman 1948 seine Theorie folgerte, brachte er je vier Weibchen und Männchen einer Taufliegen-Art (Drosophila melanogaster) zusammen. Nach heutigem Stand der Wissenschaft gelten die statistischen Verfahren, die Bateman für seine Schlussfolgerungen anwandte, nicht mehr als hinreichend.
Da es einige Tierarten gibt, bei denen dieses Prinzip in dieser einfachen Form nicht anzuwenden ist, wurde es in der Folgezeit erweitert und verallgemeinert, insbesondere durch Robert Trivers. Im Jahr 1972 machte Trivers deutlich, dass die geschlechtsspezifische Form des elterlichen Investments in die Nachkommen – und nicht das Geschlecht an sich oder die Gametengröße – dafür ausschlaggebend sind, ob sich ein Individuum im klassischen Sinne männlich oder weiblich verhält.